# Phụng Nghi Đình
Phụng Nghi Đình là một vở tuồng cải lương Hồ Quảng với nội dung vay mượn từ tích truyện của Trung Quốc, xoay quanh các nhân vật chính Điêu Thuyền – Lữ Bố – Đổng Trác – Vương Doãn, được biên soạn riêng để ca diễn theo lối cải lương Nam bộ. Vở tuồng từng được biểu diễn bởi nhiều nghệ sĩ cải lương nổi tiếng. Trích đoạn của vở tuồng cũng được đưa vào giáo trình giảng dạy của Trường Đại học Sân khấu – Điện ảnh Thành phố Hồ Chí Minh  như một trong những kịch bản tiêu biểu, kinh điển của cải lương.
Năm 1976, vở Phụng Nghi Đình từng được đoàn Việt Nam gồm ba đại diện là Trần Văn Khê, Phùng Há và Kim Cương diễn trong kỳ Đại hội âm nhạc Thế giới do UNESCO tổ chức tại Trung Quốc, kết quả được giải Đoàn Nghệ sĩ trình diễn xuất sắc nhất.
Bảo tàng Thành phố Hồ Chí Minh có lưu trữ bộ áo giáp của vai diễn Lữ Bố trong vở Phụng Nghi Đình do Phùng Há trao tặng.

## Soạn giả
Các tài liệu về soạn giả của vở tuồng không đồng nhất. Từ điển Tác Gia Văn Hóa Việt Nam của Nguyễn Q. Thắng ghi rằng soạn giả là Nguyễn Trọng Quyền. Tác phẩm Tìm hiểu Cải Lương của Trần Văn Chi và bài báo nói về cải lương trước 1945 của Đào Lê Na trên tạp chí Xưa và Nay ghi rằng Trương Quang Tiền là soạn giả. Tài liệu kịch bản Phụng Nghi Đình xuất bản năm 1926 được lưu trữ trên trang web của Thư viện Quốc gia Việt Nam cũng ghi rằng Trương Quang Tiền là soạn giả.

## Nội dung
Theo lịch sử, Vương Doãn và Lữ Bố hợp mưu giết Đổng Trác. Sau đó chư hầu nổi dậy cát cứ khắp nơi, thiên hạ đại loạn, mở ra thời kì Tam Quốc trong lịch sử Trung Quốc. Nội dung vở tuồng là những chuỗi tiền đề cho sự kiện này dựa theo tiểu thuyết Tam Quốc Diễn Nghĩa. Trong đó, nhân vật Điêu Thuyền được cho là do La Quán Trung hư cấu tạo nên.
Vở tuồng gồm 10 màn, sơ lược theo kịch bản được viết năm 1926 như sau:
- Màn 1: Đổng Trác đang đãi yến thì có quân dẫn loạn quân đến nạp. Trác lệnh chém. Trương Ông can gián không được nên buông lời xúc phạm, bị Trác truyền chém. Đinh Doãn cũng sỉ vả bị Lữ Bố bắt, sau đó bị Trác truyền chém luôn.
- Màn 2: Vương Doãn thấy cha con Trác và Bố lộng quyền nên tìm con nuôi là Điêu Thuyền bàn kế đối phó.
- Màn 3: Vương Doãn sai người đúc mão vàng đem dâng cho Lữ Bố.
- Màn 4: Bố nhận được mão vàng bèn quyết định sang nhà Doãn tạ ơn.
- Màn 5: Doãn mở yến đãi Bố, giả vờ say rượu gọi Thuyền ra tiếp. Thuyền gạ tình mê hoặc Bố. Doãn hứa sẽ gả Thuyền cho Bố.
- Màn 6: Doãn thỉnh Trác sang dinh của mình dự yến. Trác bằng lòng.
- Màn 7: Thuyền múa hát cho Trác giữa yến tiệc. Thấy Trác vừa ý, Doãn bèn đề nghị đưa Thuyền về dinh cùng Trác.
- Màn 8: Trên đường từ dinh trở về, Doãn gặp Bố. Bố nổi cơn giận dữ, Doãn nói Trác rước dâu về là cho Bố.
- Màn 9: Trác và Thuyền ngồi uống rượu, Bố đứng chầu không đi. Trác nổi giận đuổi.
- Màn 10: Lý Nhu khuyên can Trác hủy hôn. Nhân lúc Trác đi chầu vua, Bố và Thuyền hẹn gặp nhau ở Phụng Nghi Đình. Trác trở về phát hiện bèn vác kích đâm Lữ Bố nhưng không trúng, còn bị Bố xô té. Lý Nhu khuyên Trác trao Thuyền cho Bố để qua chuyện. Trác nghe cũng bị thuyết phục nên sang nói chuyện cùng Thuyền, Thuyền khóc đòi tự tử. Trác không đành lòng nên đổi ý, quát Lý Nhu bỏ về. Sau đó Trác cùng Thuyền rời đi.